# Expédition 38 (ISS)
Insigne de la mission
Équipage de l'expédition 38
Chronologie
 Expédition 37 Expédition 39 
L'Expédition 38 est la 38e mission de longue-durée à la station spatiale internationale (ISS).

## Équipage
| Position           | Première Partie (novembre 2013)         | Seconde Partie (novembre 2013 à mars 2014) |
| ------------------ | --------------------------------------- | ------------------------------------------ |
| Commandant         | .Oleg Kotov, RSA 3e vol spatial         | .Oleg Kotov, RSA 3e vol spatial            |
| Ingénieur de vol 1 | . Sergey Ryazansky, RSA 1er vol spatial | . Sergey Ryazansky, RSA 1er vol spatial    |
| Ingénieur de vol 2 | .Michael Hopkins, NASA 1er vol spatial  | .Michael Hopkins, NASA 1er vol spatial     |
| Ingénieur de vol 3 |                                         | .Kōichi Wakata, JAXA 4e vol spatial        |
| Ingénieur de vol 4 |                                         | .Richard Mastracchio, NASA 4e vol spatial  |
| Ingénieur de vol 5 |                                         | .Mikhaïl Tiourine, RSA 3e vol spatial      |

## Déroulement de l'expédition

### Sorties extravéhiculaires
- 9 novembre 2013 : Oleg Kotov et Serguei Riazanski  sortent avec la torche   des jeux olympiques de Sotchi puis continuent les travaux sur la station de travail externe et la plateforme de la caméra  (durée : 5 h 50 min).
- 21 décembre 2013 : Richard Mastracchio et Michael Hopkins démontent des conduits d'ammoniac du système de régulation thermique ainsi que la pompe du circuit (durée : 5 h 28 min).
- 24 décembre 2013 : Richard Mastracchio et Michael Hopkins installent une pompe de rechange sur le  système de régulation thermique  (durée : 7 h 30 min).
- 27 janvier 2014 : Oleg Kotov et Serguei Riazanski  installent la caméra HRC sur le module de service russe et démontent une interface de travail ainsi qu'un container de cassettes (durée : 6 h 8 min).

## Galerie
Lors de la mission 38/39 en novembre 2013, Rick Mastracchio a emporté avec lui, un Travel Bug, et devenait aussi le premier astronaute géocacheur à loguer un FTF dans l'espace dans la station spatiale internationale (ISS)